# Šárka
Šárka es una ópera en tres actos, opus 51 con música de Zdeněk Fibich y libreto en checo de Anežka Schulzová, alumna y amante.  Fibich compuso la partitura entre el 8 de septiembre de 1896 y el 10 de marzo de 1897.  En la época, el público checo consideró a Fibich influido por la música de Richard Wagner, y Fibich había seleccionado la leyenda de Šárka para este tema operístico para intentar enfrentarse a tales sentimientos.  Incluso así, la ópera aún contiene el uso de la idea wagneriana de leitmotif. Se estrenó en el Teatro Nacional de Praga el 28 de diciembre de 1897. Šárka es la ópera más popular de Fibich y regularmente repuesta en la República Checa.
El asunto, la leyenda bohemia de Šárka que aparece en la literatura checa del siglo XIV, está relacionada con el poema de Smetana Má vlast y la ópera homónima de Janáček.  Schulzová usó como su principal fuente literaria una versión de 1880 de la historia por J. Vrchlický.
Esta ópera rara vez se representa en la actualidad; en las estadísticas de Operabase no aparece entre las óperas representadas en el período 2005-2010.

## Personajes
| Personaje | Tesitura     | Reparto del estreno 28 de diciembre de 1897 (Director: - ) |
| --------- | ------------ | ---------------------------------------------------------- |
| Ctirad    | tenor        | Bohumil Pták                                               |
| Premysl   | barítono     | Václav Viktorin                                            |
| Sárka     | soprano      | Růžena Maturová                                            |
| Vitoraz   | bajo         | Václav Kliment                                             |
| Vlasta    | mezzosoprano | Anna Veverkova-Kettnerová                                  |
| Libyna    | soprano      |                                                            |
| Svatava   | soprano      |                                                            |
| Mlada     | soprano      |                                                            |
| Radka     | mezzosoprano |                                                            |
| Castava   | contralto    |                                                            |
| Hosta     | contralto    |                                                            |